# Soursac
Soursac település Franciaországban, Corrèze megyében. Lakosainak száma 520 fő (2022. január 1.). Soursac Chalvignac, Pleaux, Auriac, Lapleau, Latronche, Laval-sur-Luzège, Rilhac-Xaintrie és Saint-Pantaléon-de-Lapleau községekkel határos.

## Népesség
A település népessége az elmúlt években az alábbi módon változott:
| Lakosok száma | 968  | 696  | 569  | 486  | 499  | 498  | 505  | 506  | 508  | 520  |
|               | 1968 | 1982 | 1990 | 2006 | 2013 | 2015 | 2017 | 2019 | 2020 | 2022 |